# Jürgen Colombo
Pour les articles homonymes, voir Colombo (homonymie).
Jürgen Colombo (né le 2 septembre 1949 à Zielona Gora en Pologne) est un coureur cycliste allemand. Lors des Jeux olympiques d'été de 1972 à Munich, il a remporté la médaille d'or de la poursuite par équipes avec l'équipe d'Allemagne de l'Ouest, avec Günter Haritz, Udo Hempel et Günter Schumacher.

## Palmarès

### Jeux olympiques
- Munich 1972
  -  Champion olympique de poursuite par équipes (avec Günter Haritz, Udo Hempel et Günter Schumacher)

### Championnats du monde
- Varèse 1971
  -  Médaillé de bronze de la poursuite par équipes

### Championnats nationaux
- Champion d'Allemagne de l'Ouest de poursuite par équipes amateurs en 1970, 1977, 1978
- Champion d'Allemagne de l'Ouest de l'américaine amateurs en 1969 (avec Siegfried Müller)